# Stroodorp
Stroodorp (51° 34′ N, 3° 44′ L) é uma cidade dos Países Baixos, na província de Zelândia. Stroodorp pertence ao município de Noord-Beveland, e está situada a 11 km, a nordeste de Middelburg.